# Élections législatives de 1968 en Tarn-et-Garonne
Les élections législatives françaises de 1968 se déroulent les 23 et 30 juin 1968. Dans le département de Tarn-et-Garonne, deux députés sont à élire dans le cadre de deux circonscriptions.

## Élus
| Circonscription | Député sortant    | Parti | Parti          | Député élu ou réélu | Parti | Parti          |
| --------------- | ----------------- | ----- | -------------- | ------------------- | ----- | -------------- |
| 1re             | Louis-Jean Delmas |       | FGDS (SFIO)    | Jean Bonhomme       |       | UDR            |
| 2e              | Antonin Ver       |       | FGDS (Radical) | Antonin Ver         |       | FGDS (Radical) |

## Résultats

### Résultats à l'échelle du département
| Parti          | Parti                                           | Premier tour | Premier tour | Second tour | Second tour | Sièges |
| Parti          | Parti                                           | Voix         | %            | Voix        | %           | Sièges |
| -------------- | ----------------------------------------------- | ------------ | ------------ | ----------- | ----------- | ------ |
|                | Union pour la défense de la République          | 38 520       | 43,42        | 46 611      | 51,64       | 1      |
|                | Divers droite (gaulliste)                       | 3 292        | 3,71         |             |             | 0      |
|                | Modérés                                         | 2 383        | 2,69         | 0           |             |        |
|                | Union des républicains de progrès               | 44 195       | 49,82        | 46 611      | 51,64       | 1      |
|                |                                                 |              |              |             |             |        |
|                | Parti radical                                   | 17 022       | 19,19        | 23 561      | 26,10       | 1      |
|                | Section française de l'Internationale ouvrière  | 14 934       | 16,84        | 20 091      | 22,26       | 0      |
|                | Fédération de la gauche démocrate et socialiste | 31 956       | 36,02        | 43 652      | 48,36       | 1      |
|                |                                                 |              |              |             |             |        |
|                | Parti communiste français                       | 10 435       | 11,76        | Retrait     | Retrait     | 0      |
|                | Parti socialiste unifié                         | 1 517        | 1,71         |             |             | 0      |
|                | Socialistes indépendants                        | 605          | 0,68         | 0           |             |        |
|                |                                                 |              |              |             |             |        |
| Inscrits       | Inscrits                                        | 110 865      | 100,00       | 110 818     | 100,00      | 2      |
| Abstentions    | Abstentions                                     | 19 952       | 18           | 18 735      | 16,91       |        |
| Votants        | Votants                                         | 90 913       | 82           | 92 083      | 83,09       |        |
| Blancs et nuls | Blancs et nuls                                  | 2 205        | 2,43         | 1 820       | 1,98        |        |
| Exprimés       | Exprimés                                        | 88 708       | 97,57        | 90 263      | 98,02       |        |

### Résultats par circonscription

#### Première circonscription (Montauban)
| Candidat       | Candidat                  | Parti          | Premier tour | Premier tour | Second tour | Second tour |  |
| Candidat       | Candidat                  | Parti          | Voix         | %            | Voix        | %           |  |
| -------------- | ------------------------- | -------------- | ------------ | ------------ | ----------- | ----------- |  |
|                | Jean Bonhomme élu         | UDR (URP)      | 21 057       | 48,45        | 24 296      | 54,74       |  |
|                | Louis-Jean Delmas sortant | FGDS (SFIO)    | 14 934       | 34,36        | 20 091      | 45,26       |  |
|                | Pierre Juge               | PCF            | 4 485        | 10,32        |             |             |  |
|                | Jean Soupa                | Modérés        | 2 383        | 5,48         |             |             |  |
|                | Georges Bourrel           | Soc.ind.       | 605          | 1,39         |             |             |  |
|                |                           |                |              |              |             |             |  |
| Inscrits       | Inscrits                  | Inscrits       | 53 553       | 100,00       | 53 540      | 100,00      |  |
| Abstentions    | Abstentions               | Abstentions    | 9 087        | 16,97        | 8 291       | 15,49       |  |
| Votants        | Votants                   | Votants        | 44 466       | 83,03        | 45 249      | 84,51       |  |
| Blancs et nuls | Blancs et nuls            | Blancs et nuls | 1 002        | 2,25         | 862         | 1,91        |  |
| Exprimés       | Exprimés                  | Exprimés       | 43 464       | 97,75        | 44 387      | 98,09       |  |

#### Deuxième circonscription (Castelsarrasin)
| Candidat       | Candidat                  | Parti                     | Premier tour | Premier tour | Second tour | Second tour |  |
| Candidat       | Candidat                  | Parti                     | Voix         | %            | Voix        | %           |  |
| -------------- | ------------------------- | ------------------------- | ------------ | ------------ | ----------- | ----------- |  |
|                | Roger Sarrau              | UDR (URP)                 | 17 463       | 38,6         | 22 315      | 48,64       |  |
|                | Antonin Ver sortant réélu | FGDS (Radical)            | 17 022       | 37,62        | 23 561      | 51,36       |  |
|                | Marcel Guiche             | PCF                       | 5 950        | 13,15        | Retrait     | Retrait     |  |
|                | Louis Laclaverie          | Divers droite (Gaulliste) | 3 292        | 7,28         |             |             |  |
|                | Jean Bourgarel            | PSU                       | 1 517        | 3,35         |             |             |  |
|                |                           |                           |              |              |             |             |  |
| Inscrits       | Inscrits                  | Inscrits                  | 57 312       | 100,00       | 57 278      | 100,00      |  |
| Abstentions    | Abstentions               | Abstentions               | 10 865       | 18,96        | 10 444      | 18,23       |  |
| Votants        | Votants                   | Votants                   | 46 447       | 81,04        | 46 834      | 81,77       |  |
| Blancs et nuls | Blancs et nuls            | Blancs et nuls            | 1 203        | 2,59         | 958         | 2,05        |  |
| Exprimés       | Exprimés                  | Exprimés                  | 45 244       | 97,41        | 45 876      | 97,95       |  |